# グロー放電

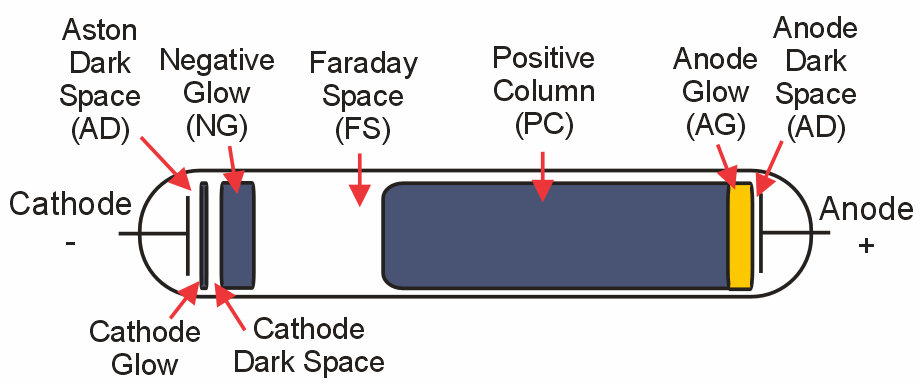
グロー放電管。（a）陽極（anode）と陰極（cathode）、（b）アストン暗部（Aston Dark Space）、（c）陰極グロー（Cathode glow）、（d）陰極暗部（Cathode dark space、Crookes dark space、Hittorf dark space）、（e）負グロー（Negative glow）、（f）ファラデー暗部（Faraday space）、（g）陽光柱（Positive column）、（h）陽極グロー（Anode glow）、（i）陽極暗部（Anode dark space）。

1torrのネオンガス中で放電したときの、それぞれの領域での電流-電圧特性曲線。縦軸は対数スケール。

グロー放電（グローほうでん）とは、冷陰極管において電流密度とガス圧が低いときの発光（グロー、glow）を伴う定常的な放電のこと。
陰極管の内部では、いくつかの暗部とグロー（明るい部分）がある。
- 陰極：正イオンの衝撃による二次電子放出が起きる。
- アストン暗部：条件によって出ないこともある。
- 陰極グロー：条件によって出ないこともある。
- 陰極暗部（クルックス暗部）：条件によって出ないこともある。
- 負グロー：二次電子が陰極降下で加速される。電離により二次電子放出に必要な正イオンを供給する。
- ファラデー暗部：負グローで生成された低エネルギー電子は励起も電離もあまり起こさない（ダークプラズマ）。
- 陽光柱：管壁への電子損失などのため電子密度が下がってくると、放電電流を維持するため、軸方向電場によって加速・電離が起こる。
- 陽極グロー、陽極での流入電子を補給するため局所的に電子とイオンを生成する。陽極直前の電位差は、およそ気体分子の電離電圧程度。励起や電離を促進している。
- 陽極暗部：陽極グローと陽極との間の暗部。

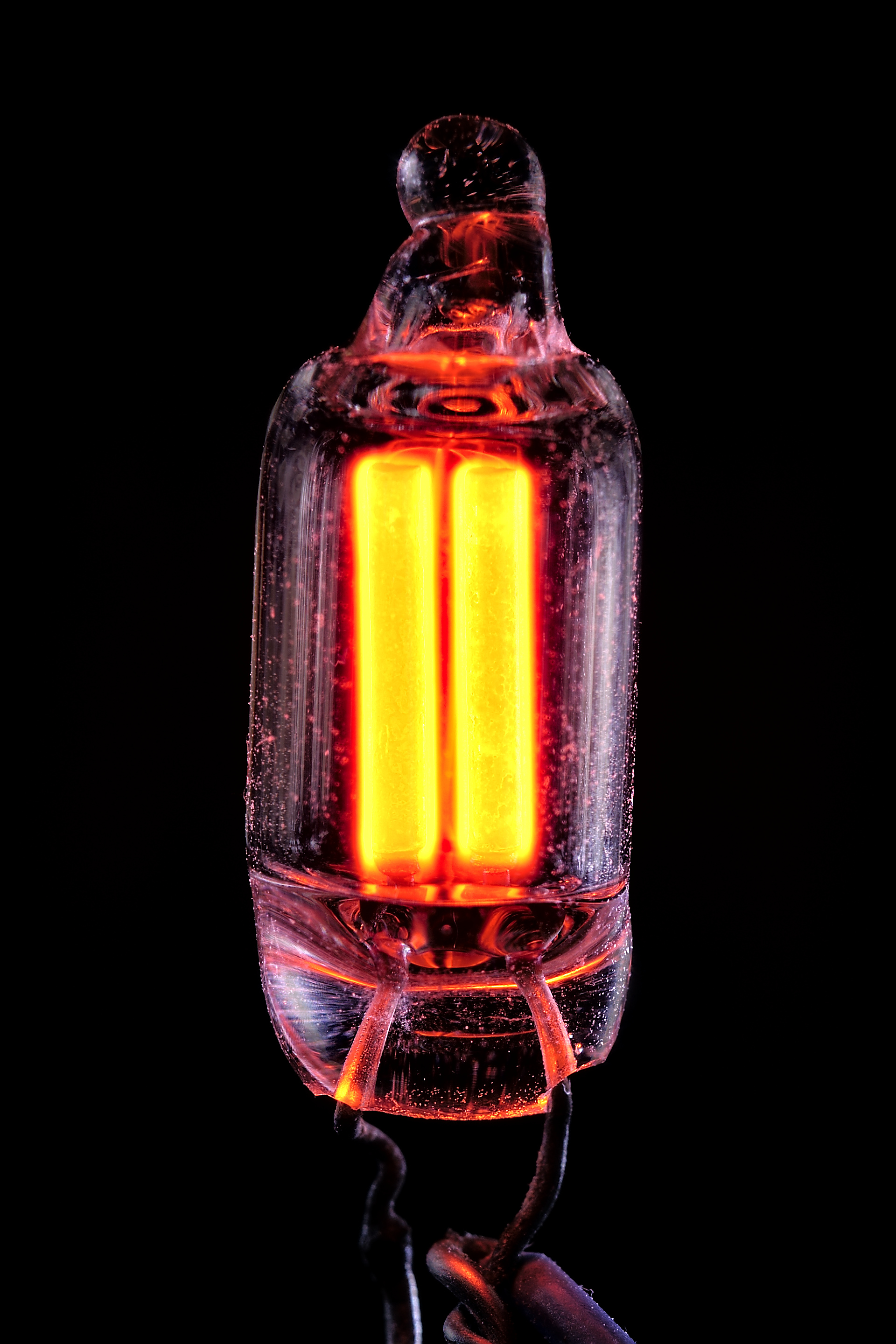
NE-2 type neon lamp powered by alternating current

グロー放電においては、ガス（気体）に電流が流れることによってプラズマが生じている。多くの場合、低圧ガスを含むガラス管内の2つの電極間に電圧をかけることによってグロー放電のプラズマは作られる。電圧がストライキング電圧（点弧電圧）と呼ばれる値を越えると、ガスのイオン化が自続し、管が色付きの光で光る（グローは光るという意味）。色は使用するガスによって異なる。
グロー放電はネオンライト、蛍光灯、プラズマスクリーンテレビなどのデバイスの光源として用いられる。生成された光を分光法で分析すると、ガス中の原子相互作用に関する情報が明らかになるため、グロー放電はプラズマ物理学と分析化学で用いられる。また、スパッタリングと呼ばれる表面処理技術にも使用されている。

## ガス中の電気伝導

50cm離れた2つの平面電極間の1torrのネオンの放電の電圧-電流特性
A: 宇宙線によるランダムパルス
B: 飽和電流
C: 雪崩タウンゼント放電
D: 自立したタウンゼント放電
E: 不安定領域：コロナ放電
F: 前期グロー放電
G: 正規グロー放電
H: 異常グロー放電
I: 不安定領域：グローアーク移行
J: アーク放電
K: アーク放電
A-D領域：暗放電; イオン化が発生し、電流は10マイクロアンペア未満
F-H領域：グロー放電; プラズマはかすかな輝き（グロー）を放つ
I-K領域：アーク放電; 大量の放射が作られる

ガス中の伝導には電子またはイオンのいずれかの電荷キャリアが必要である。電荷キャリアはガス分子の一部をイオン化することによって生成される。電流の流れの面では、グロー放電は暗放電（電流が小さい）とアーク放電（電流が大きい）の間にある。
暗放電では、ガスは紫外線や宇宙線などの放射線源によってイオン化される（キャリアが生成される）。陽極と陰極の間の電圧が高くなると、解放されたキャリアは十分なエネルギーを得ることができ、衝突したときに追加のキャリアが解放される；このプロセスがタウンゼント型電子雪崩または電子増倍である。
グロー放電では、キャリア生成過程は、陰極を離れる平均的な電子が別の電子に陰極を離れることを可能にする点に達する。たとえば、平均的な電子は、タウンゼント雪崩を介して数十のイオン化衝突を引き起こす可能性がある；結果として生じる陽イオンは陰極に向かい、陰極と衝突する陽イオンの一部は二次放出によって電子を追い出す。
アーク放電では、電子は熱電子放出と電界放出によって陰極を離れ、ガスは熱的手段によってイオン化される。
絶縁破壊電圧以下では、グローはほとんどまたは全くなく、電界は一様である。電界がイオン化を引き起こすのに十分に強くなると、タウンゼント放電が始まる。グロー放電が発生すると、陽イオンの存在によって電界が大幅に変化する；電場は陰極の近くに集中している。グロー放電は正規グローとして始まる。電流が増加すると、より多くの陰極表面がグローに関与する。陰極表面全体が関与するレベルを超えて電流が増加するとき、この放電は異常グローとして知られている。電流がさらに増加すると、他の要因が作用し、アーク放電が始まる。

## メカニズム
最も単純なタイプのグロー放電は直流グロー放電である。最も単純な形式では、低圧（0.1〜10 Torr、大気圧の約1/ 10000〜1/100）に保持されたセル（小部屋）内の2つの電極で構成される。平均自由行程を長くするために低圧が使用される；固定電界の場合、平均自由行程が長くなると、荷電粒子は別の粒子と衝突する前により多くのエネルギーを得ることができる。セルは通常ネオンで満たされているが、他のガスも使用できる。
2つの電極間には数百ボルトの電圧（電位）がかけられる。セル内の原子集団のごく一部が最初に原子間の熱衝突やガンマ線などのランダムな過程によってイオン化される。陽イオンは電位によって陰極に向かって動かされ、電子は同じ電位によって陽極に向かって動かされる。イオンと電子の最初の集団は他の原子と衝突し、それらを励起またはイオン化する。電位が維持されている限り、イオンと電子の集団は残っている。

### 二次放出
イオンの運動エネルギーの一部は陰極に伝えられる。このことは、一部は、陰極に直接当たるイオンによって起こる。しかし、主要なメカニズムはそれほど直接的ではない。イオンは、もっと多数の中性ガス原子に当たり、自身のエネルギーの一部をそれらに伝える。次に、これらの中性原子が陰極に当たる。どちらの種（イオンまたは原子）が陰極に当たっても、陰極内での衝突によりこのエネルギーが再分配され、陰極から電子が放出される。この過程は二次電子放出として知られている。陰極から自由になると、電子は電界に加速されてグロー放電の大部分に入る。原子は、イオン、電子、または以前に衝突によって励起された他の原子との衝突によって励起される可能性がある。

### 光の生産
励起されると原子はかなり早くエネルギーを失う。このエネルギーが失われる可能性のあるさまざまな方法の中で最も重要なのは、放射、つまり光子が放出されてエネルギーが運び去られるものである。光学原子分光法では、この光子の波長を用いて原子の正体（つまり、それがどの化学元素であるか）を決定でき、光子の数は試料内のその元素の濃度に正比例する。
いくつかの衝突（十分に高いエネルギーのもの）はイオン化を引き起こす。原子質量分析では、これらのイオンが検出される。それらの質量は原子の種類を識別し、それらの量は試料内のその元素の量を明らかにする。

### 領域
右の図は、グロー放電に存在する可能性のある主な領域を示している。Glowと呼ばれる領域は、かなりの光を発する。Dark Spaceとラベル付けされた領域はそうではない。放電がより長くなると（つまり、図の形状で水平方向に伸びる）、陽光柱（Positive Column）が縞模様になる可能性がある。つまり、暗い領域と明るい領域が交互に形成される可能性がある。放電を水平方向に圧縮すると領域の数が少なくなる。陽光柱は圧縮されるが、負グロー（Negative Glow）は同じ大きさのままであり、十分に小さいギャップがあり、陽光柱は完全に消える。
分析用のグロー放電では、放電は主に負グローであり、その上下に暗い領域がある。

### 陰極層
陰極層は、アストン暗部で始まり、負グロー領域で終わる。陰極層は、ガス圧の増加とともに短くなる。陰極層は正の空間電荷と強い電界を持っている。

#### アストン暗部（Aston Dark Space）
電子は約1eVのエネルギーで陰極を離れるが、これは原子をイオン化または励起するのに十分ではなく、陰極の隣に薄い暗い層を残す。

#### 陰極グロー（Cathode Glow）
陰極からの電子は最終的に原子を励起するのに十分なエネルギーに達する。これらの励起された原子はすぐに基底状態に戻り、原子のエネルギーバンド間の差に対応する波長の光を放出する。この輝き（グロー）は陰極のすぐ近くに見られる。

#### 陰極暗部（Cathode Dark Space）
陰極からの電子がより多くのエネルギーを得ると、原子を励起するのではなく、イオン化する傾向がある。励起された原子はすぐに基底準位に戻って発光するが、原子がイオン化されると、反対の電荷が分離され、すぐには再結合しない。これにより、より多くのイオンと電子が生成されるが、光は出ない。この領域はクルックス暗部と呼ばれることもあり、管内の最大の電圧降下がこの領域で発生するため陰極降下と呼ばれることもある。

#### 負グロー（Negative Glow）
陰極暗部でのイオン化により、電子密度は高くなるが、電子は遅くなり、電子が陽イオンと再結合しやすくなる、そのため、制動放射と呼ばれる過程を通じて、強い光を出す。

#### ファラデー暗部（Faraday Dark Space）
電子がエネルギーを失い続けると、放出される光が少なくなり、別の暗部が生じる。

### 陽極層
陽極層は陽光柱で始まり、陽極で終わる。陽極層は負の空間電荷と適度な電界を持っている。

#### 陽光柱（Positive Column）
イオンが少なくなると、電場が強くなり、約2 eVのエネルギーを持つ電子が生成され、これは、原子を励起して光を出すのに十分である。グロー放電管が長いほど、陽光柱が占める空間も長くなるが、陰極層は同じままである。たとえば、ネオンサインの場合、陽光柱は管のほぼ全長を占める。

#### 陽極グロー（Anode Glow）
電界が強くなると陽極グローをもたらす。

#### 陽極暗部（Anode Dark Space）
電子が少ないと別の暗部ができる。

### 縞
陽光柱の中の明るい部分と暗い部分が交互に現れる帯は縞と呼ばれる。電子が1つの量子準位から別の量子準位に移動するときに、原子が吸収または放出できるエネルギーの量は離散的であるため、縞が発生する。この効果は1914年にフランクとヘルツによって説明された。